# + (альбом)
+ (чит. англ. plus — плюс) — дебютний студійний альбом англійського співака Еда Ширана. Він був випущений 9 вересня 2011 року компанією Asylum Records і Atlantic Records. Альбом вважається комерційним проривом Ширана. Раніше він самостійно випустив п'ять мініальбомів. Джейк Гослінг і Ширан випустили більшу частину альбому спільно з американським хіп-хоп продюсером No I.D..
Інтерес ЗМІ до + був підсилений двома попередніми синглами — «The A Team» та «You Need Me, I Don't Need You», які досягли третьої та четвертої позиції відповідно у чартах Великої Британії. «Lego House» вийшов 11 листопада 2011 року як третій сингл альбому і відповідав успіху своїх попередників, досягнувши п'ятого місця у Великій Британії. Три додаткові сингли — «Drunk», «Small Bump» та «Give Me Love» — були випущені наступного року і входили в топ-25 UK Singles Chart.
Альбом загалом зустріли позитивні відгуки музичних критиків. Після випуску, + дебютував на вершині британського чарту з продажів першого тижня, що перевищили 102 тис. копій. Альбом дійшов п'ятої позиції американського Billboard 200, продавши 42 000 копій. Альбом став самим успішним дебютом для першого студійного альбому британського артиста в США з часів альбому I Dreamed a Dream Сюзан Бойл в 2009 році. + є дев'ятим найбільш продаваним альбомом десятиліття в Сполученому Королівстві.

## Історія створення

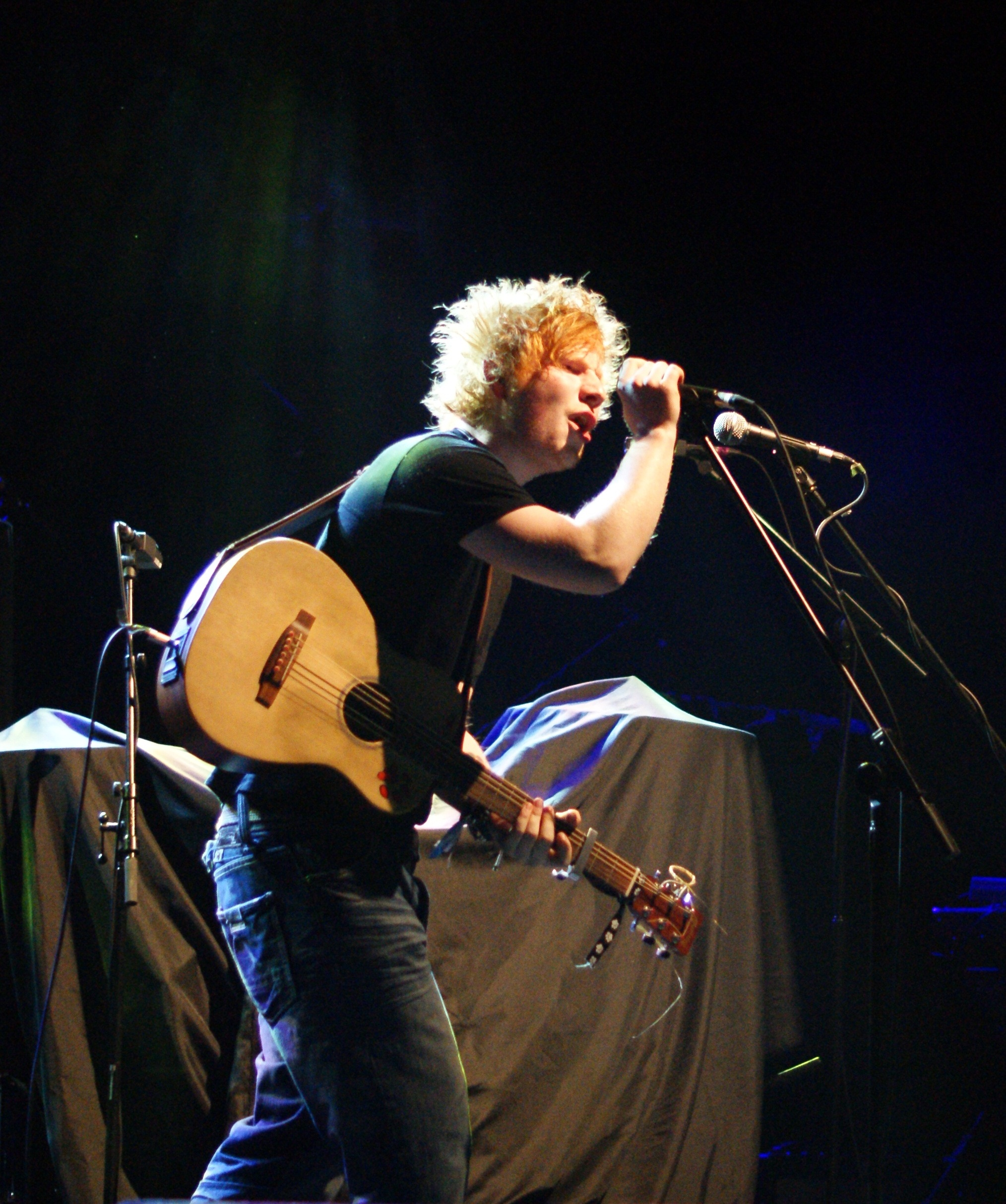
Sheeran виступає в Академії 1 в Манчестері.

Після закінчення школи у 16-річному віці Ширан потратив студентську стипендію на залізничні квитки. Переміщаючись з місця на місце, він виступав на нічному відкритому мікрофоні в Сполученому Королівстві. Там він міг спати на диванах своїх друзів, проводячи час за самовипуском домашніх EPs і альбомів. Провівши чотири роки, виступаючи на британській живій сцені, Ширан познайомився зі співаком Джеймі Фокс у Лос-Анджелесі, і Фоксу сподобався Ширан достатньо, щоб «поставити Ширана на шлях до успіху».
На початку 2010 року Ширан мав те, що він назвав «грубим часом» у Великій Британії, і він спонтанно виїхав до Лос-Анджелеса, щоб витратити місяць і «побачити, що може статися». Після концерту в місті, він підійшов до контакту Foxx, який продюсував ночі з відкритим мікрофоном. Вона запросила його на виступ, на який він погодився, і після виступу зв'язався з менеджером Foxx, який потім попросив його виступити на радіошоу Foxx. Після виступу на радіошоу, Foxx надав Ширану свій номер, пропонуючи безкоштовний час в студії. Ед скористався можливістю записати кілька треків в студії і відвідав кілька вечірок з Foxx, назвавши час «сюрреалістичним». Крім того, виступи Ширана на YouTube також принесли успіх. Він завантажив свій виступ з треком «You Need Me, I Not Need You», який отримав понад півмільйона переглядів і зробив його «одним з найбільш обговорюваних британських артистів».
Після цього Ширан підписав контракт з Atlantic Records і був направлений до керівництва Елтона Джона під назвою Rocket.
Протягом виробництва +, Ширан знав «як [він] хотів, щоб кожна окрема пісня звучала», і через це вони взяли приблизно тільки один день для запису. Кінцевий продукт був з «тим же звуком», який він описав як досягнення.

## Музика
+ є результатом впливу хіп-хоп дуету Nizlopi і популярного ірландського співака Райса Дем'єна, які надихнули Ширана на написання альбому. Протягом всього запису Ед використовує маленьку акустичну гитару і співає акапельно. The Daily Telegraph відмітили, що ліричність пісень заснована на речах, які для Ширан найдорожчі в житті.

## Список пісень
Всі треки продюсовані Джейком Госліном спільно з Едом Шираном (за винятком випадків, коли зазначено інше).
| Стандартне видання | Стандартне видання                                                 | Стандартне видання                               | Стандартне видання        | Стандартне видання |
| #                  | Назва                                                              | Автор                                            | Продюсери                 | Тривалість         |
| ------------------ | ------------------------------------------------------------------ | ------------------------------------------------ | ------------------------- | ------------------ |
| 1.                 | «The A Team»                                                       | Ед Ширан                                         |                           | 4:18               |
| 2.                 | «Drunk»                                                            | Ширан Гослін                                     |                           | 3:20               |
| 3.                 | «U.N.I.»                                                           | Ширан Гослін                                     |                           | 3:48               |
| 4.                 | «Grade 8»                                                          | Ширан True Tiger (Роберт Конлон Sukhdeep Uppall) | Гослін Charlie Hugall [a] | 2:59               |
| 5.                 | «Wake Me Up»                                                       | Ширан Гослін                                     |                           | 3:49               |
| 6.                 | «Small Bump»                                                       | Ширан                                            |                           | 4:19               |
| 7.                 | «This»                                                             | Ширан Gordon Mills Jr.                           |                           | 3:15               |
| 8.                 | «The City»                                                         | Ширан Гослін                                     |                           | 3:54               |
| 9.                 | «Lego House»                                                       | Ширан Гослін Chris Leonard                       |                           | 3:05               |
| 10.                | «You Need Me, I Don't Need You»                                    | Ширан                                            | Гослін Hugall             | 3:40               |
| 11.                | «Kiss Me»                                                          | Ширан Justin Franks Julie Frost                  | Ширан No I.D.             | 4:40               |
| 12.                | «Give Me Love» (followed by the hidden track, «The Parting Glass») | Ширан Гослін Leonard                             |                           | 8:46               |
| 49:53              |                                                                    |                                                  |                           |                    |

| Делюкс видання | Делюкс видання  | Делюкс видання  | Делюкс видання |
| #              | Назва           | Автор           | Тривалість     |
| -------------- | --------------- | --------------- | -------------- |
| 13.            | «Autumn Leaves» | Ширан Гослін    | 3:20           |
| 14.            | «Little Bird»   | Ширан           | 3:44           |
| 15.            | «Gold Rush»     | Ширан Amy Wadge | 4:03           |
| 16.            | «Sunburn»       | Ширан           | 4:35           |
| 65:35          |                 |                 |                |

Нотатки
- ↑  співпродюсер;

## Чарти
| Чарт (2011—2020)                                     | Найвища позиція |
| ---------------------------------------------------- | --------------- |
| Австралія Australian Albums (ARIA)                   | 1               |
| Австрія Austrian Albums (Ö3 Austria)                 | 21              |
| Бельгія Belgian Albums (Ultratop Flanders)           | 9               |
| Бельгія Belgian Albums (Ultratop Wallonia)           | 38              |
| Канада Canadian Albums (Billboard)                   | 5               |
| Чехія Czech Albums (ČNS IFPI)                        | 60              |
| Данія Danish Albums (Hitlisten)                      | 13              |
| Нідерланди Dutch Albums (MegaCharts)                 | 8               |
| Фінляндія Finnish Albums (Suomen virallinen lista)   | 34              |
| Франція French Albums (SNEP)                         | 44              |
| Німеччина German Albums (Offizielle Top 100)         | 12              |
| Угорщина Hungarian Albums (MAHASZ)                   | 12              |
| Ірландія Irish Albums (IRMA)                         | 1               |
| Італія Italian Albums (FIMI)                         | 28              |
| Japanese Albums (Oricon)                             | 75              |
| Мексика Mexican Albums (Top 100 Mexico)              | 61              |
| Нова Зеландія New Zealand Albums (Recorded Music NZ) | 1               |
| Норвегія Norwegian Albums (VG-lista)                 | 11              |
| Польща Polish Albums (ZPAV)                          | 40              |
| Шотландія Scottish Albums (OCC)                      | 1               |
| Іспанія Spanish Albums (PROMUSICAE)                  | 59              |
| Швеція Swedish Albums (Sverigetopplistan)            | 19              |
| Швейцарія Swiss Albums (Schweizer Hitparade)         | 2               |
| Велика Британія UK Albums (OCC)                      | 1               |
| США Billboard 200                                    | 5               |
| США Folk Albums (Billboard)                          | 1               |
| США Top Rock Albums (Billboard)                      | 2               |

| Чарт (2011)              | Позиція |
| ------------------------ | ------- |
| Australian Albums (ARIA) | 58      |
| Irish Albums (IRMA)      | 19      |
| UK Albums (OCC)          | 9       |

| Чарт (2012)                        | Позиція |
| ---------------------------------- | ------- |
| Australian Albums (ARIA)           | 5       |
| Belgian Albums (Ultratop Flanders) | 50      |
| Canadian Albums (Billboard)        | 48      |
| Dutch Albums (MegaCharts)          | 22      |
| Irish Albums (IRMA)                | 3       |
| New Zealand Albums (RMNZ)          | 2       |
| Swiss Albums (Schweizer Hitparade) | 54      |
| UK Albums (OCC)                    | 3       |
| US Billboard 200                   | 136     |
| US Folk Albums (Billboard)         | 7       |
| US Rock Albums (Billboard)         | 37      |

| Чарт (2013)                        | Позиція |
| ---------------------------------- | ------- |
| Australian Albums (ARIA)           | 12      |
| Belgian Albums (Ultratop Flanders) | 99      |
| Dutch Albums (MegaCharts)          | 53      |
| Irish Albums (IRMA)                | 17      |
| New Zealand Albums (RMNZ)          | 6       |
| UK Albums (OCC)                    | 47      |
| US Billboard 200                   | 46      |
| US Folk Albums (Billboard)         | 3       |
| US Rock Albums (Billboard)         | 8       |

| Чарт (2014)                        | Позиція |
| ---------------------------------- | ------- |
| Australian Albums (ARIA)           | 38      |
| Dutch Albums (MegaCharts)          | 71      |
| New Zealand Albums (RMNZ)          | 17      |
| Swedish Albums (Sverigetopplistan) | 29      |
| UK Albums (OCC)                    | 51      |
| US Billboard 200                   | 122     |

| Чарт (2015)                        | Позиція |
| ---------------------------------- | ------- |
| Australian Albums (ARIA)           | 30      |
| Danish Albums (Hitlisten)          | 50      |
| Irish Albums (IRMA)                | 20      |
| New Zealand Albums (RMNZ)          | 23      |
| Swedish Albums (Sverigetopplistan) | 41      |
| UK Albums (OCC)                    | 38      |
| US Billboard 200                   | 59      |

| Чарт (2016)                        | Позиція |
| ---------------------------------- | ------- |
| Danish Albums (Hitlisten)          | 65      |
| Swedish Albums (Sverigetopplistan) | 73      |

| Чарт (2017)                        | Позиція |
| ---------------------------------- | ------- |
| Australian Albums (ARIA)           | 12      |
| Danish Albums (Hitlisten)          | 44      |
| Swedish Albums (Sverigetopplistan) | 56      |
| UK Albums (OCC)                    | 16      |
| US Billboard 200                   | 195     |
| US Rock Albums (Billboard)         | 31      |

| Чарт (2018)                     | Позиція |
| ------------------------------- | ------- |
| Australian Albums (ARIA)        | 23      |
| Danish Albums (Hitlisten)       | 80      |
| Icelandic Albums (Plötutíóindi) | 87      |
| Irish Albums (IRMA)             | 36      |
| UK Albums (OCC)                 | 57      |

| Чарт (2019)                        | Позиція |
| ---------------------------------- | ------- |
| Australian Albums (ARIA)           | 77      |
| Belgian Albums (Ultratop Flanders) | 196     |
| UK Albums (OCC)                    | 73      |

| Чарт (2020)     | Позиція |
| --------------- | ------- |
| UK Albums (OCC) | 99      |

| Чарт (2021)              | Позиція |
| ------------------------ | ------- |
| Australian Albums (ARIA) | 100     |

| Чарт (2010—2019)         | Позиція |
| ------------------------ | ------- |
| Australian Albums (ARIA) | 9       |
| UK Albums (OCC)          | 7       |
| US Billboard 200         | 176     |

## Сертифікації
| Регіон | Сертифікація  | Продажі    |
| --- | ------------- | ---------- |
| Австралія (ARIA) | Діамантовий   | 500 000    |
| Австрія (IFPI Austria) | Золотий       | 10 000*    |
| Канада (Music Canada) | 4× Платиновий | 320 000^   |
| Данія (IFPI Denmark) | 3× Платиновий | 60 000     |
| Франція (SNEP) | Золотий       | 50 000*    |
| Німеччина (BVMI) | 3× Золотий    | 300 000    |
| Ірландія (IRMA) | 6× Платиновий | 90 000^    |
| Італія (FIMI) | Платиновий    | 50 000     |
| Нідерланди (NVPI) | Золотий       | 25 000^    |
| Нова Зеландія (RIANZ) | 7× Платиновий | 105 000^   |
| Польща (ZPAV) | 2× Платиновий | 40 000     |
| Сінгапур (RIAS) | Платиновий    | 10 000*    |
| Швеція (IFPI Sweden) | Платиновий    | 40 000     |
| Швейцарія (IFPI Switzerland) | Золотий       | 15 000^    |
| Велика Британія (BPI) | 9× Платиновий | 2,729,644  |
| США (RIAA) | 3× Платиновий | 3 000 000  |
| Підсумки |               |            |
| Європа (IFPI) | 2× Платиновий | 2 000 000* |
| *продажі, що базуються лише на сертифікаціях · ^відвантаження, що базуються лише на сертифікаціях · продажі+прослуховування, що базуються лише на сертифікаціях |               |            |